# Dong (Ulsan)
Dong es un distrito en el este de Ulsan, Corea del Sur. Su nombre significa literalmente "la sala del este".

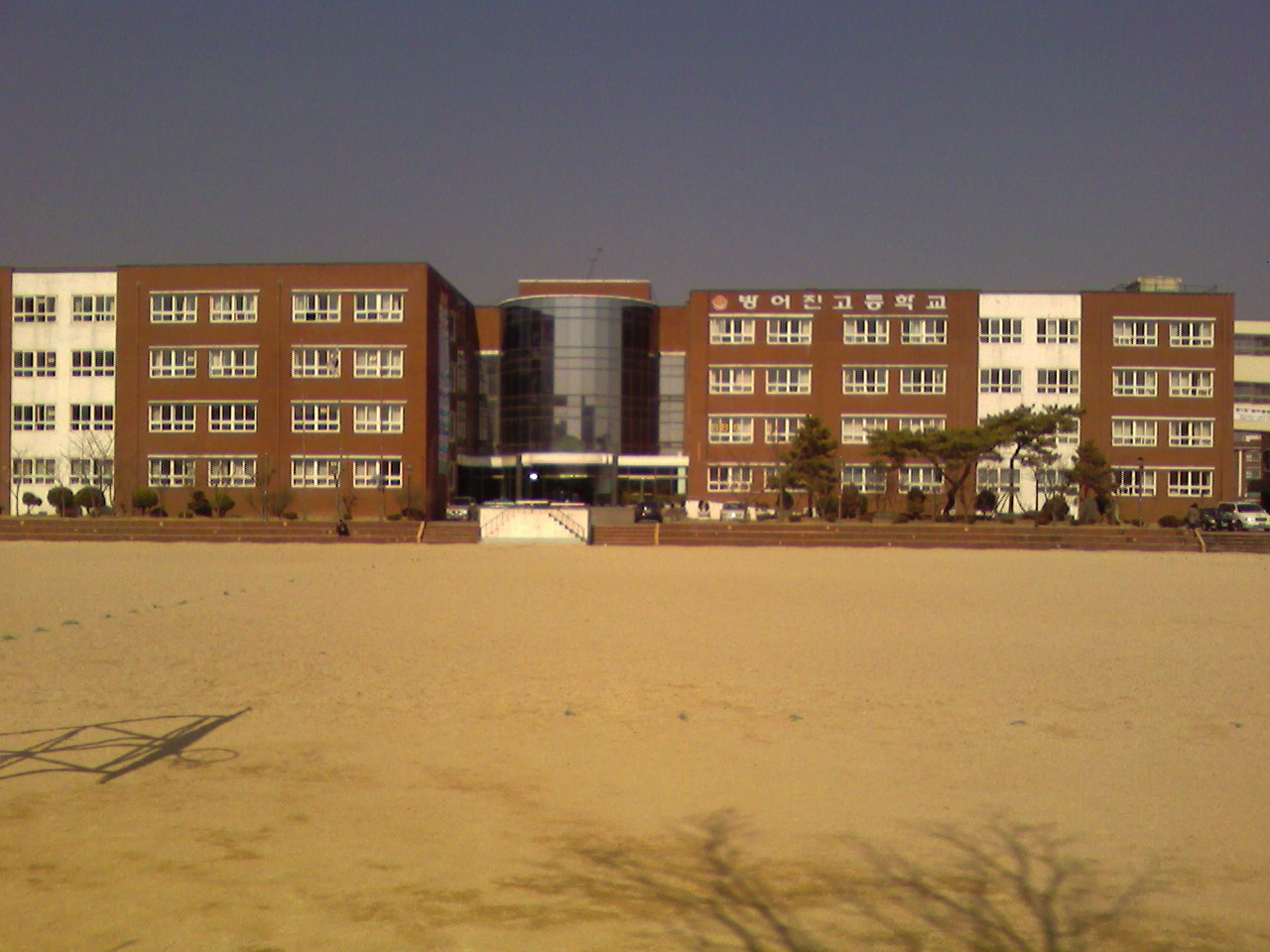
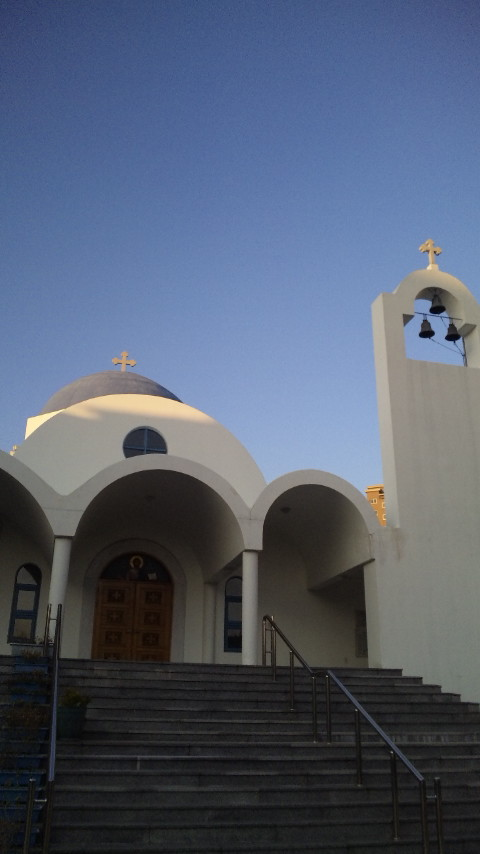

## Divisiones administrativas
- Bangeo-dong (방어동)
- Daesong-dong (대송동)
- Hwajeong-dong (화정동)
- Ilsan-dong (일산동)
- Jeonha 1-dong (1 전하 동)
- Jeonha 2-dong (전하 2 동)
- Nammok 1-dong (1 남목 동)
- Nammok 2-dong (남목 2 동)
- Nammok 3-dong (남목 3 동)